# Luiz Caracol
Luiz Caracol, nacido en Elvas el 9 de enero de 1976, es un compositor, guitarrista y cantante portugués.
Hijo de emigrantes retornados de Angola, creció en un ambiente de multiculturalidad lusófona que se refleja en su música.

## Trayectoria musical
Comenzó su carrera musical como autor en 2001. A partir de 2002, trabajó con su primera banda “Luiz e a Lata”. En 2009 colaboró en el grupo de Sara Tavares y al mismo tiempo inició su carrera en solitario.

## Discografía

### Álbumes con "Luiz e a Lata"
- Andei, Farol Música, 2003.
- 9, Música das Esferas, 2008.

## Álbumes en solitario
- Devagar, DPG, 2013.[1]
- Metade e Meia, LC/AMPLIA, 2017.[2]
- só.tão (2020).

- Ao Vivo no Namouche, 2023.[3]

## Actuaciones en España
- Cantos na Maré 2014.[4]
- O mar nunha flor 2016.
- Festas do Apóstolo 2016.[5]
- Festival de Cultura Portuguesa «MusaLusa» 2016[6]
- O mar nunha flor 2018.
- 32º Festival Noroeste Estrella Galicia 2018.[7]

- Fiestas de Ourense 2019.
- Certamen aRi[t]mar 2024.
- Festival Feito a man 2025. [8]